# Torres de la Alameda
Torres de la Alameda és un municipi de la comunitat autònoma de Madrid.

## Història
Els orígens del municipi com nucli urbà ens conduïxen a l'època romana reconeixent-lo com a població llatina en nombrosos documents. Un dels vestigis que encara perduren de la civilització romana és una làpida funerària que forma part d'un dels murs de l'Ermita de la Soledad. Després dels romans van arribar els visigots que a nivell administratiu van suposar un fort poder sobre Torres a causa de la capitalitat de Toledo i la seva relativa proximitat. També trobem restes de la presència àrab i de l'art mudèjar (que encara pot observar-se en una de les torres de l'església). Durant l'Edat Mitjana Torres de l'Albereda era un llogaret que estava sota el domini d'Alcalá de Henares.
Fins que en 1555 la princesa Joana de Portugal atorga el títol de "Vila" a Torres. Malgrat aquesta concessió Torres va seguir sotmesa a les ordres i forces tant d'Alcalá com de l'arquebisbat de Toledo, per això el rei Felip II (tractant de lluitar contra els poders eclesiàstics) intercedeix per Torres i ho converteix en propietat de la corona. En 1833 Torres com la resta de la zona de la Campiña de l'Henares, s'annexiona a la província de Madrid. És en l'últim segle quan Torres comença a créixer a poc a poc (en 1950 havia 1000 habitants i en l'actualitat la seva població és propera als 7000.). Aquest fort creixement sobretot ha vingut dau pel fort creixement industrial del Corredor de l'Henares al com pertany Torres. Aquest creixement i la seva extensió territorial en el segle xx, juntament amb la tendència global d'expansió han convertit a Torres de l'Albereda en un dels municipis que formen part del periurbà de Madrid.